# Callopistria nannodes
Callopistria nannodes là một loài bướm đêm trong họ Noctuidae.